# Hydrellia atroglauca
Hydrellia atroglauca är en tvåvingeart som beskrevs av Daniel William Coquillett 1910. Hydrellia atroglauca ingår i släktet Hydrellia och familjen vattenflugor.
Artens utbredningsområde är Florida. Inga underarter finns listade i Catalogue of Life.